# Chaetacis incisa
Chaetacis incisa är en spindelart som först beskrevs av Charles Athanase Walckenaer 1842.  Chaetacis incisa ingår i släktet Chaetacis och familjen hjulspindlar. Inga underarter finns listade i Catalogue of Life.